# Gösta Jörlin
Per Gösta Fridolf Jörlin, född den 2 juli 1898 i Stockholm, död den 28 november 1971 i Djursholm, var en svensk militär.
Jörlin blev fänrik vid Göta artilleriregemente 1918, underlöjtnant där 1920 och löjtnant där 1921. Han befordrades till kapten vid generalstaben 1933, till major vid Bodens artilleriregemente 1940, vid Norrlands artilleriregemente samma år och vid generalstabskåren 1941. Jörlin var lärare vid Krigshögskolan 1935–1938 och stabschef i III. militärbefälsstaben  1941–1943. Han blev överstelöjtnant vid Wendes artilleriregemente 1943 samt överste och chef för Norrbottens artillerikår 1946. Jörlin var överste vid Bodens artilleriregemente med tjänstgöring i arméstaben 1951–1958. Han var medarbetare i en minnesskrift om Gustav II Adolf och författade artiklar i facktidskrifter. Jörlin invaldes som ledamot av Krigsvetenskapsakademien 1958. Han blev riddare av Svärdsorden 1939, kommendör av andra klassen av samma orden 1950 och kommendör av första klassen 1953. Gösta Jörlin är begravd på Stadskyrkogården i Alingsås.